# Hermannjahnita
La hermannjahnita és un mineral de la classe dels sulfats.

## Característiques
La hermannjahnita és un sulfat de fórmula química CuZn(SO₄)₂. Va ser aprovada com a espècie vàlida per l'Associació Mineralògica Internacional l'any 2015. Cristal·litza en el sistema monoclínic. És l'anàleg de zinc de la dravertita. Químicament similar a la christelita i a la ktenasita, que són fases hidratades.

## Formació i jaciments
Va ser descoberta al con d'escòries Naboko, al volcà Tolbàtxik, que es troba a l'óblast de Kamtxatka (Districte Federal de l'Extrem Orient, Rússia). Es tracta de l'únic indret on ha estat trobada aquesta espècie mineral.